# سینتیا مک‌لئود
سینتیا هنری مک‌لئود (زاده‌شده با نام فریر، متولد ۴ اکتبر ۱۹۳۶) یک رمان‌نویس سورینامی است که به‌خاطر رمان‌های تاریخی‌اش شناخته می‌شود و اولین رمانش بلافاصله او را به یکی از برجسته‌ترین نویسندگان سورینام تبدیل کرد.

## زمینه
مک لئود در پاراماریبو با نام سینتیا فریر به دنیا آمد. او دختر یوهان فریر، اولین رئیس‌جمهور سورینام و خواهر ناتنی سیاستمدار هلندی کاتلین فریر است.
مک لئود تحصیلات متوسطه خود را در سورینام به پایان رساند و سپس تحصیلات خود را در هلند ادامه داد تا معلم مراقبت و آموزش از کودکان شود. او با دونالد مک لئود که در هلند با او آشنا شد ازدواج کرد. وی به عنوان معلم در پروژه ای برای تجدید آموزش شرکت کرد و تعدادی داستان برای کودکان نوشت که در مجموعه Van Hier en daar en Overal منتشر شد. در سال ۱۹۶۲ آن دو به سورینام رفتند و مک لئود برای مدرک تدریس در زبان هلندی و ادبیات هلندی تحصیل کرد. از سال ۱۹۶۹ تا ۱۹۷۸ او به تدریس زبان و ادبیات هلندی در آموزش پیش دانشگاهی در پاراماریبو پرداخت. همسرش، دونالد مک‌لئود، در سال ۱۹۷۸ به عنوان سفیر سورینام در ونزوئلا منصوب شد. او بعداً سفیر سورینام در بلژیک و ایالات متحده شد. مک لئود در خارج از کشور شروع به نوشتن کرد. او در طول اقامتش در بلژیک این فرصت را داشت که در آرشیو لاهه، آمستردام، روتردام، امریش و کلن تحقیق کند.
در سال ۱۹۸۶ مک‌لئودها به سورینام بازگشتند و در سال ۱۹۸۷ اولین رمان او Hoe duur was de suiker (هزینه شکر) توسط ناشر واکو در پاراماریبو منتشر شد. چاپ اول در عرض چند هفته تمام شد و سینتیا مک‌لئود یک شبه به مشهورترین رمان‌نویس سورینامی تبدیل گردید. بعداً این رمان تاریخی در مورد صنعت نیشکر در قرن هجدهم تحت لیسانس از سوی ناشر هلندی او Conserve منتشر شد. این رمان بعداً به فیلمی با همین نام تبدیل شد و مینی سریال آن توسط تلویزیون VARA پخش شد. تحت مدت زمان کوتاهی رمان‌های تاریخی دیگری مانند Herinneringen aan Marienburg توسط مک‌لئود نگاشته شد.
مک لئود همچنین برای کودکان کتاب نوشته‌است. مهم‌ترین این کتاب‌ها لافو (۱۹۹۲) و Toen het vakantie was (1999) هستند.

## الیزابت سامسون
مک لئود بیش از یازده سال زندگی الیزابت سامسون را مطالعه کرد. سامسون یک زن سیاه‌پوست آزاد بود که نامش در آثار تاریخی سورینام به‌خوبی دیده می‌شود، زیرا می‌خواست با یک مرد سفیدپوست ازدواج کند (که در نیمه اول قرن هجدهم در مستعمره سورینام ممنوع بود). نتایج این تحقیق ابتدا به عنوان مطالعه ای توسط دانشکده انسان‌شناسی فرهنگی دانشگاه اوترخت منتشر شد. به مدت هشت سال، مک‌لئود ساختار اجتماعی و زندگی آن دوره را مطالعه کرد، که به او اجازه داد تا الیزابت را به عنوان یک سیاهپوست آزاد در این جامعه تحت سلطه تعصبات و برتری سفیدپوستان بشناسد. او سپس رمان The Free Negress Elisabeth را بر این اساس نوشت.
مک لئود وضعیت ویران خانه الیزابت سامسون را شرم آور دانست و بنیاد الیزابت سامسون را تأسیس کرد تا ساختمان را به وضعیت اولیه خود بازگرداند. این ساختمان توسط بنیاد الیزابت سامسون در ۱۹ ژانویه ۲۰۲۱ خریداری شد و به شکل اولیه خود بازیابی خواهد شد. پس از بازسازی، این ساختمان به موزه الیزابت سامسون تبدیل خواهد شد.

## فعالیتهای دیگر

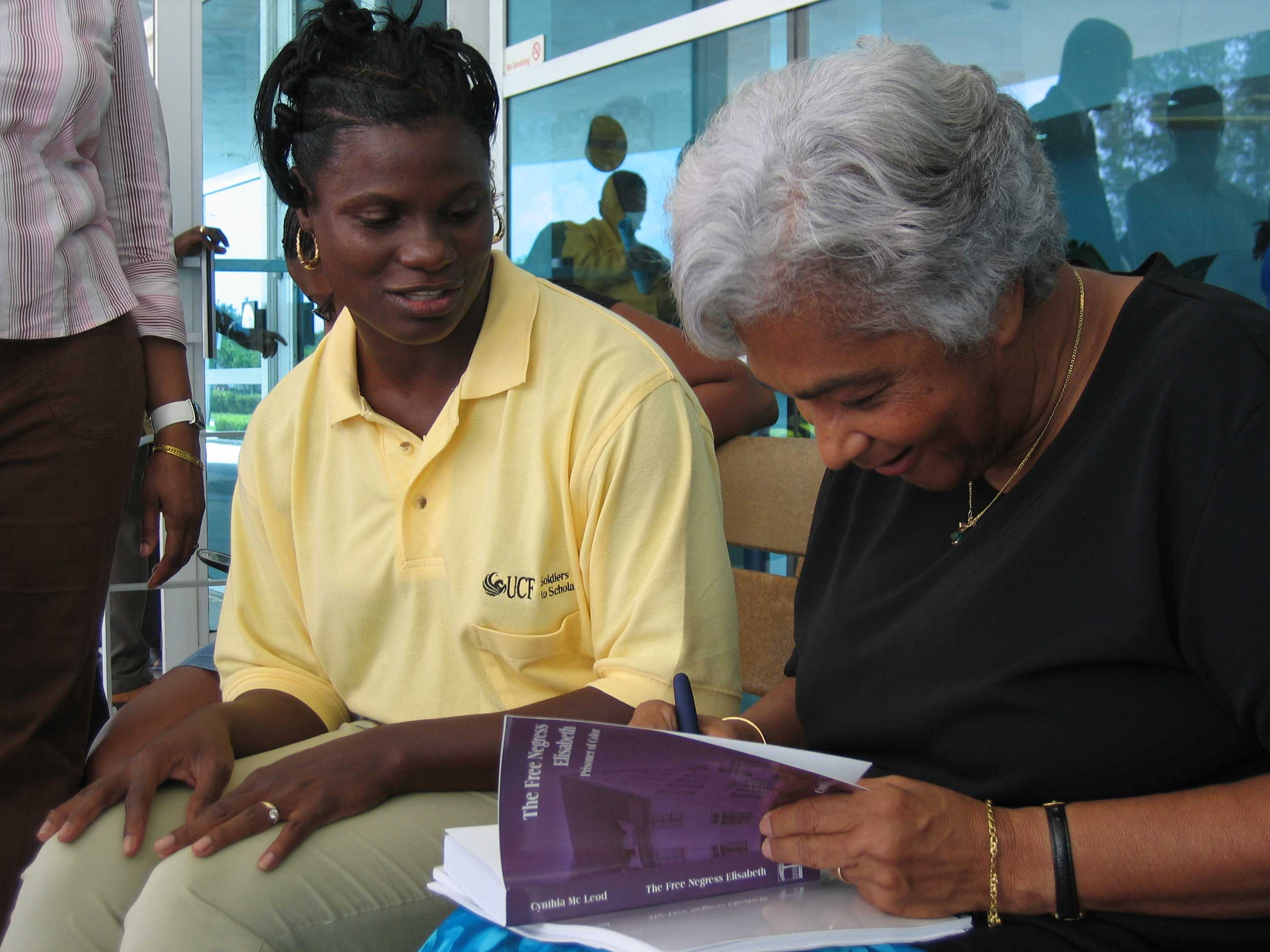
سینتیا مک‌لئود (راست) در حال امضای نسخه‌ای از رمان خود در میامی، فلوریدا، ایالات متحده آمریکا در سال ۲۰۰۵

مک‌لئود در نتیجهٔ تحقیقاتش، اطلاعات زیادی دربارهٔ تاریخ سورینام به‌دست‌آورد و با بقیه به اشتراک گذاشت. او با کشتی موتوری خود، Sweet Merodia، سفرهای آموزشی رایگان برای جوانان مدرسه سورینامی ترتیب می‌دهد و در طول این تورها در رودخانه‌های سورینام و مزارع، مخاطبان خود را با داستان‌هایی دربارهٔ گذشته مجذوب خود می‌کند. او بیشتر در تورهای شهری تاریخی از طریق مرکز تاریخی پاراماریبو، که از سال ۲۰۰۲ در فهرست میراث جهانی یونسکو بوده‌است، شرکت می‌کند.

## کتابشناسی - فهرست کتب
| رمان‌های تاریخی                                                          | رمان‌های تاریخی | رمان‌های تاریخی |
| ----------------------------------------------------------------------- | -------------- | -------------- |
| Hoe duur was de suiker                                                  | ۱۹۸۷           |                |
| Vaarwel Merodia                                                         | ۱۹۹۳           |                |
| Ma Rochelle Passée Welkom El Dorado                                     | ۱۹۹۶           |                |
| توییمال مارینبورگ                                                       | ۱۹۹۷           |                |
| هرینرینگن مارینبورگ                                                     | ۱۹۹۸           |                |
| De vrije negerin الیزابت                                                | ۲۰۰۰           |                |
| نگرس آزاد الیزابت                                                       | ۲۰۰۵           |                |
| ... die revolutie niet begrepen! .                                      | ۲۰۰۵           |                |
| توتوبا Het meisje van het slavenschip Leusden                           | ۲۰۱۳           |                |
| زنوبیا – Slavin op het paleis                                           | ۲۰۱۵           |                |
| مطالعات                                                                 |                |                |
| الیزابت سامسون؛ een vrije zwarte vrouw در het achttiende-eeuwse سورینام | ۱۹۹۳/۱۹۹۶      |                |
| Slavernij en de Memorie                                                 | ۲۰۰۲           |                |
| درب کریسکراس فریمانگرون                                                 | ۲۰۰۳           |                |
| پاراماریبو Stad van Harmonsche Tegenstellingen                          | ۲۰۰۷           |                |
| کتاب‌های کودک و موزیکال                                                  |                |                |
| لافو                                                                    | ۱۹۹۲           |                |
| Toen het vakantie بود                                                   | ۱۹۹۹           |                |
| De kinderen van de Burenstraat                                          | ۱۹۹۷           |                |
| هت گروت رگنوود                                                          | ۲۰۰۳           |                |

### کتاب
- برادر مامبو: یافتن آفریقا در آمازون، جی دی لنوار با فیل سدر (کوتوکوتو). نویسندگان رز سیاه، ۲۰۲۲.